# Salomè (film 1918)
Salomè (Salome) è un film del 1918 diretto da J. Gordon Edwards. Interpretato da Theda Bara, è considerato un film perduto.

## Trama
Erodiade lascia il marito per sposarne il fratello Erode, re di Giudea. Il profeta Giovanni Battista, allora, la accusa di essere un'adultera e il re lo fa imprigionare. Erodiade, però, continua a sentire le accuse che le lancia il profeta. Erode, intanto, viene preso da insana passione per la figliastra Salome, la figlia di Erodiade. Le promette qualsiasi cosa essa voglia, se danzerà per lui. La giovane, istruita dalla madre che vuol far tacere per sempre Giovanni, dopo aver eseguito una conturbante danza per il re, chiede a Erode la testa del Battista.

## Produzione
Il film fu prodotto da William Fox per la Fox Film Corporation. Venne girato a Palm Canyon, in California. 

## Distribuzione
Distribuito dalla Fox Film Corporation, il film uscì nelle sale cinematografiche USA il 10 agosto 1918. Venne distribuito anche in Portogallo (3 gennaio 1921) e in Giappone (14 aprile 1921).
Non si conoscono copie ancora esistenti della pellicola che viene considerata presumibilmente perduta.